# Stordammen (Orsa socken, Dalarna)
Stordammen är en sjö i Orsa kommun i Dalarna och ingår i Dalälvens huvudavrinningsområde. Sjön har en area på 0,723 kvadratkilometer och ligger 297,1 meter över havet. Sjön avvattnas av vattendraget Tenningån.

## Delavrinningsområde
Stordammen ingår i det delavrinningsområde (679596-145458) som SMHI kallar för Utloppet av Stordammen. Medelhöjden är 326 meter över havet och ytan är 7,56 kvadratkilometer. Räknas de 6 avrinningsområdena uppströms in blir den ackumulerade arean 67,2 kvadratkilometer. Tenningån som avvattnar avrinningsområdet har biflödesordning 3, vilket innebär att vattnet flödar genom totalt 3 vattendrag innan det når havet efter 371 kilometer. Avrinningsområdet består mestadels av skog (70 procent) och sankmarker (11 procent). Avrinningsområdet har 0,97 kvadratkilometer vattenytor vilket ger det en sjöprocent på 13,1 procent.